# Hindusi

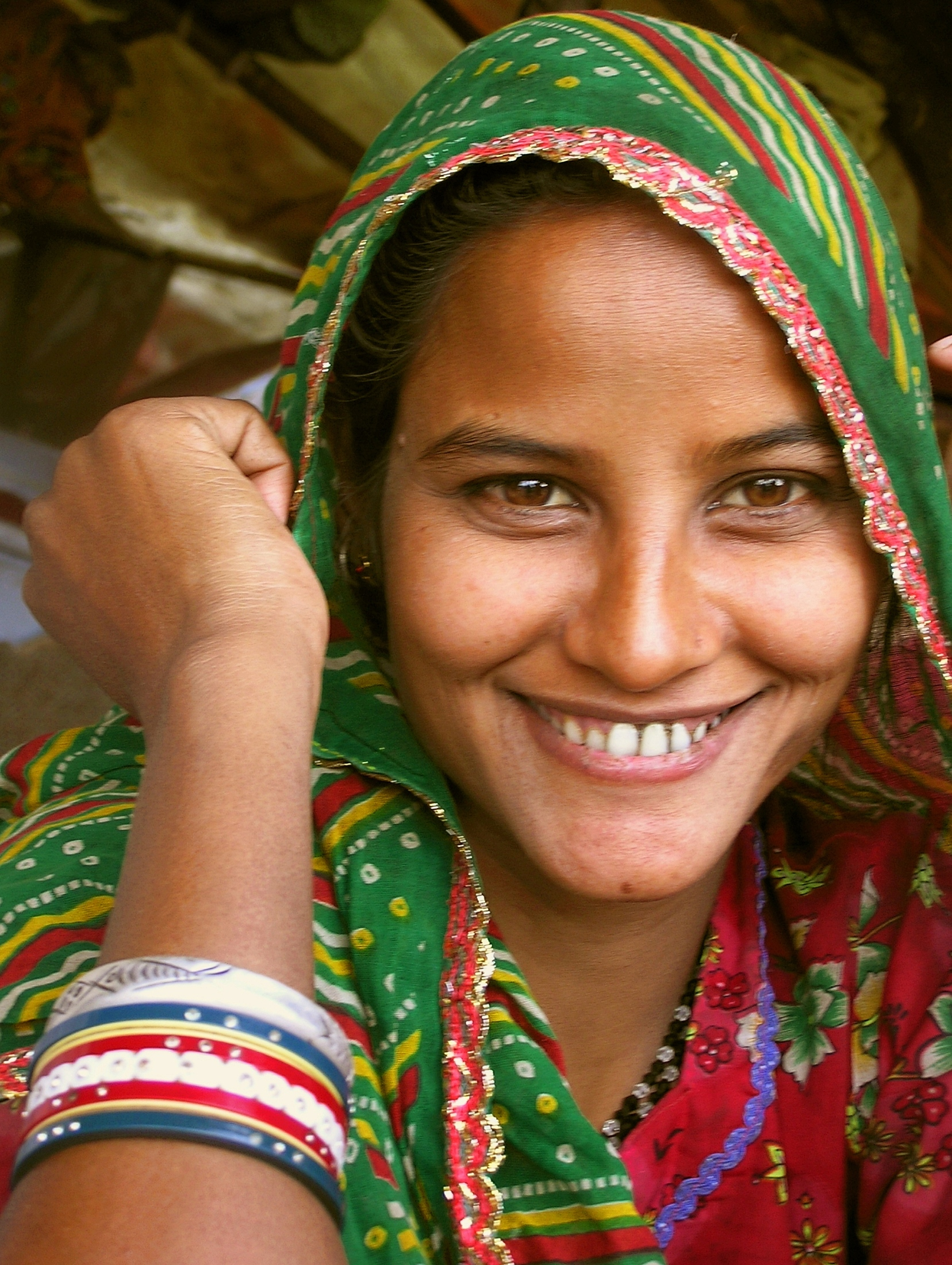
Mieszkanka Indii – Induska, Indyjka

Hindusi, Indusi, Indyjczycy  − ogólna nazwa:
- obywateli Indii;
- emigrantów pochodzenia indyjskiego;
- mieszkańców subkontynentu indyjskiego w czasach przed uzyskaniem przez Indie niepodległości (w 1947 roku).

## Charakterystyka
Głównym językiem Hindusów/Indusów jest język hindi, używany przez około 41% mieszkańców Indii, zwłaszcza w północnej części subkontynentu.
Istnieje również wiele języków, z dziesiątkami milionów użytkowników, które mają status języków urzędowych w poszczególnych stanach, na przykład tamilski, telugu, marathi. Pod względem języka ojczystego Hindusi dzielą się więc na Tamilów, Telugów, Marathów i innych. Dodatkowo dzielą się na kasty, które niekiedy mają również podłoże etniczne. Członkowie poszczególnych kast, nawet żyjący na tym samym terenie, czasami posługują się różnymi dialektami.

## Problem nazewnictwa w języku polskim
Ponieważ w języku polskim zwykle stosuje się wobec obywateli Indii określenie „Hindusi”, często dochodzi do nieporozumień, gdyż około 200 mln Hindusów nie jest hindusami (hinduistami). Określenie „Hindus” (Indus, Indyjczyk) mylnie utożsamia się z wyrazem „hindus” (małą literą, wyznawca hinduizmu).

### Definicje
- Według KSNG nazwą obywatela Indii jest wyraz „Indus”, forma żeńska to „Induska”, a liczba mnoga „Indusi”[4].
- Internetowa Encyklopedia PWN nazwę „hindusi” stosuje na określenie wyznawców hinduizmu[5], natomiast mieszkańców Indii i emigrantów z tego kraju nazywa „Indusi”[6].
- Wielki słownik ortograficzny PWN jako podstawową nazwę mieszkańca Półwyspu Indyjskiego podaje „Hindus”[7], ale dopuszcza też w tym znaczeniu słowo „Indus”[8].
- Jan Grzenia w Słowniku nazw geograficznych podaje, że mieszkańcami Indii są „Hindusi” – uzupełniając to uwagą, że forma „Indusi” jest przestarzała[9]. O przestarzałości tej formy pisze też w Poradni językowej PWN[3].